# مسجد ألاغا عمارت
مسجد ألاغا عمارت (بالتركية: Alaca İmaret Camii)‏ أو مسجد إسحاق باشا (باليونانية: Αλατζά Ιμαρέτ)‏، حرفياً "المسجد الملون"، هو مسجد عثماني يعود تاريخه إلى القرن الخامس عشر في سالونيك، اليونان.

## أسلوب البناء
تم بناؤه بأمر من إسحق باشا في 1484 أو 1487. ويتكون من مسجد مع عمارت (مطبخ خيري عام). المسجد والعمارت لم يعودا صالحين للاستخدام. يحتوي المسجد على مخطط T عكسي شائع في العمارة العثمانية المبكرة، وقاعة الصلاة مغطاة بقبتين كبيرتين، ولها رواق مغطى بخمس قباب أصغر. كانت له مئذنة واحدة، تم تدميرها بعد 1912، بعد احتلال مدينة سالونيك من قبل الجيش اليوناني، وأصبحت جزءًا من الدولة اليونانية الحديثة. وهو قيد الترميم حتى الآن.